# Lijst van voetbalinterlands Bolivia - El Salvador (vrouwen)
Deze lijst van voetbalinterlands is een overzicht van alle officiële voetbalinterlands tussen de nationale vrouwenteams van Bolivia en El Salvador. De landen hebben tot nu toe twee keer tegen elkaar gespeeld.

## Wedstrijden
| № | Plaats     | Datum       | Competitie        | Wedstrijd             | Uitslag |
| - | ---------- | ----------- | ----------------- | --------------------- | ------- |
| 1 | Cochabamba | 31 mei 2024 | Vriendschappelijk | Bolivia − El Salvador | 1 − 2   |
| 2 | Cochabamba | 3 juni 2024 | Vriendschappelijk | Bolivia − El Salvador | 0 − 2   |

## Samenvatting
| Competitie        | Totaal gespeeld | Winst Bolivia | Gelijk | Winst El Salvador | Doelsaldo Bolivia – El Salvador |
| ----------------- | --------------- | ------------- | ------ | ----------------- | ------------------------------- |
| Vriendschappelijk | 2               | 0             | 0      | 2                 | 1 − 4                           |
| Totaal            | 2               | 0             | 0      | 2                 | 1 − 4                           |